# Starý pecky (a tak dál...)
Starý pecky (a tak dál…) je kompilace české rockové skupiny Hudba Praha. Album vydalo v roce 1994 vydavatelství Reflex Records. Na albu se nachází písně z předchozího alba Maelström, dále písně převzaté od bývalé Ambrožové skupiny Jasná páka, na kterou Hudba Praha navazovala.

## Seznam skladeb
| Pořadí | Název               | Délka |
| ------ | ------------------- | ----- |
| 1.     | Máma, táta          | 5:25  |
| 2.     | Leze leze           | 3:52  |
| 3.     | Brejle              | 3:13  |
| 4.     | A tak dál           | 5:41  |
| 5.     | Vize                | 2:38  |
| 6.     | Chodec              | 3:11  |
| 7.     | Buď na mě hodná     | 6:01  |
| 8.     | Všechno je naopak   | 2:55  |
| 9.     | Maelström           | 3:16  |
| 10.    | Je divnej           | 3:25  |
| 11.    | Majolenka           | 4:26  |
| 12.    | Pal vocuď           | 3:09  |
| 13.    | Ryba Badys          | 3:37  |
| 14.    | Špinavý záda        | 5:06  |
| 15.    | Mámo neper, Paralet | 4:38  |